# I'm Your LolliGirl
《I'm Your LolliGirl》은 2010년에 Mnet에서 방송된 CYON 홍보모델 선발 프로그램이다. 최종 우승자로 장민별, 배누리, 정현남이 뽑혔다.